# Angermünde-Schwedter Eisenbahn
| Verlauf der Angermünde-Stralsunder Eisenbahn |                         |                                       |                                |
| Streckennummer: | 6764                    |                                       |                                |
| Kursbuchstrecke (DB): | 203                     |                                       |                                |
| Kursbuchstrecke: | 110d (1934) 122h (1946) |                                       |                                |
| Streckenlänge: | 23,1 km                 |                                       |                                |
| Spurweite: | 1435 mm (Normalspur)    |                                       |                                |
| Streckenklasse: | D4                      |                                       |                                |
| Stromsystem: | 15 kV 16,7 Hz ~         |                                       |                                |
| Maximale Neigung: | 10 ‰                    |                                       |                                |
| Minimaler Radius: | 600 m                   |                                       |                                |
| Streckengeschwindigkeit: | 80 km/h                 |                                       |                                |
| Zugbeeinflussung: | PZB                     |                                       |                                |
| |                         |                                       |                                |
| \| \| \| von Bad Freienwalde und Berlin \| \| \| \| 0,0 \| Angermünde \| 48 m ü. NHN ⊙ \| \| \| \| nach Szczecin und Stralsund \| \| \| \| \| Welse \| \| \| \| 5,4 \| Mürow \| Mürow \| \| \| \| B 2 \| \| \| \| 8,9 \| Pinnow (Uckermark) Anschluss LOCON AG \| ⊙ \| \| \| 10,0 \| Pinnow (Uckermark) Ost \| Pinnow (Uckermark) Ost \| \| \| \| zum Instandsetzungswerk Pinnow \| \| \| \| \| B 2 \| \| \| \| 13,0 \| Niederlandin \| Niederlandin \| \| \| \| B 2 \| \| \| \| 15,8 \| Schwedt-Heinersdorf \| Schwedt-Heinersdorf \| \| \| \| B 166 \| \| \| \| \| von Stendell \| \| \| \| 20,8 \| Schwedt (Oder) West \| Schwedt (Oder) West \| \| \| 20,9 \| Bau Schwedt (Anst) \| Bau Schwedt (Anst) \| \| \| 21,7 \| Schwedt (Oder) Mitte \| ⊙ \| \| \| 23,1 \| Schwedt (Oder) \| ⊙ \| \| \| \| Mittelgraben \| \| \| \| 26,3 \| LEIPA Papierfabrik (Anst) \| LEIPA Papierfabrik (Anst) \| \| \| \| \| \| \| Quellen: [1] \| \| \| \| |                         |                                       |                                |
| Abzweig geradeaus und von rechts |                         | von Bad Freienwalde und Berlin        | von Bad Freienwalde und Berlin |
| Bahnhof | 0,0                     | Angermünde                            | 48 m ü. NHN ⊙                  |
| Abzweig geradeaus und nach links |                         | nach Szczecin und Stralsund           | nach Szczecin und Stralsund    |
| Brücke über Wasserlauf |                         | Welse                                 | Welse                          |
| ehemaliger Haltepunkt / Haltestelle | 5,4                     | Mürow                                 | Mürow                          |
| Strecke mit Straßenbrücke |                         | B 2                                   | B 2                            |
| Bahnhof | 8,9                     | Pinnow (Uckermark) Anschluss LOCON AG | ⊙                              |
| ehemaliger Haltepunkt / Haltestelle | 10,0                    | Pinnow (Uckermark) Ost                | Pinnow (Uckermark) Ost         |
| Abzweig geradeaus und ehemals nach rechts |                         | zum Instandsetzungswerk Pinnow        | zum Instandsetzungswerk Pinnow |
| Strecke mit Straßenbrücke |                         | B 2                                   | B 2                            |
| ehemaliger Bahnhof | 13,0                    | Niederlandin                          | Niederlandin                   |
| Strecke mit Straßenbrücke |                         | B 2                                   | B 2                            |
| ehemaliger Bahnhof | 15,8                    | Schwedt-Heinersdorf                   | Schwedt-Heinersdorf            |
| Strecke mit Straßenbrücke |                         | B 166                                 | B 166                          |
| Abzweig geradeaus und ehemals von links |                         | von Stendell                          | von Stendell                   |
| ehemaliger Haltepunkt / Haltestelle | 20,8                    | Schwedt (Oder) West                   | Schwedt (Oder) West            |
| Abzweig geradeaus und ehemals von links | 20,9                    | Bau Schwedt (Anst)                    | Bau Schwedt (Anst)             |
| Haltepunkt / Haltestelle | 21,7                    | Schwedt (Oder) Mitte                  | ⊙                              |
| Bahnhof | 23,1                    | Schwedt (Oder)                        | ⊙                              |
| Brücke über Wasserlauf |                         | Mittelgraben                          | Mittelgraben                   |
| Betriebsstelle Streckenende | 26,3                    | LEIPA Papierfabrik (Anst)             | LEIPA Papierfabrik (Anst)      |
| |                         |                                       |                                |
| Quellen: |                         |                                       |                                |

Die Angermünde-Schwedter Eisenbahn ist eine eingleisige, elektrifizierte Nebenbahn im Landkreis Uckermark von Brandenburg. Sie verbindet die Städte Angermünde und Schwedt/Oder sowie die Gemeinde Pinnow untereinander. Eine Reihe von weiteren Unterwegshalten wurden dagegen in den 1990er Jahren aufgegeben.
Die Strecke wird heute im Zweistundentakt von der Regional-Express-Linie RE 3 über Eberswalde und Berlin nach Lutherstadt Wittenberg befahren. Seit dem Fahrplanwechsel im Dezember 2014 verkehrt Montag bis Freitag die Regional-Bahn-Linie RB 61, die nur zwischen Schwedt und Angermünde fährt und von der NEB Betriebsgesellschaft mbH betrieben wird, während die in Richtung Berlin verkehrende Regional-Express-Linie RE 3 weiterhin von der DB Regio betrieben wird. Beide Linien verkehren an diesen Tagen im Wechsel, so dass ein Stundentakt zwischen Angermünde und Schwedt besteht. Die Regional-Bahn-Linie RB 61 ersetzt seitdem den Verstärkerzug der Linie RE 3 zwischen Angermünde und Schwedt.

## Streckenbeschreibung

### Verlauf
Die Bahn fädelt am Bahnhof Angermünde aus der Hauptbahn Berlin–Szczecin aus und führt in einem langgezogenen Bogen in Richtung Osten. Zwischen Pinnow und Schwedt führt der Neubau der Bundesstraße 2 weitgehend parallel zur Strecke und quert diese auch insgesamt viermal.

### Bahnhöfe und Haltepunkte
Hp Mürow
Der Haltepunkt Mürow verfügte über einen einfachen Seitenbahnsteig. Er wurde zwischen 1888 und dem 27. Mai 1995 bedient.
Bf Pinnow (Uckermark)
Am Bahnhof Pinnow besteht entlang der Strecke die einzige Möglichkeit einer Zugkreuzung. Einen Bahnsteig gibt es nur an einem Gleis, das Kreuzungsgleis hat keinen Bahnsteig.
Hp Pinnow (Uckermark) Ost
Der Haltepunkt Pinnow Ost entstand in den 1960er Jahren zur Anbindung des Instandsetzungswerks Pinnow der NVA. Er wurde seit 1996 nur noch unregelmäßig bedient und am 23. Mai 1998 endgültig geschlossen.
Bf Niederlandin
Der Bahnhof (später Haltepunkt) Niederlandin diente zur Anbindung der ehemals selbstständigen Gemeinde Niederlandin, heute ein Ortsteil der Stadt Schwedt/Oder. Er bestand ab 1888 und wurde am 27. Mai 1995 wegen zu geringer Nutzungszahlen geschlossen.
Bf Schwedt-Heinersdorf
Der Bahnhof Heinersdorf wurde im Jahre 1888 eröffnet. Zur Unterscheidung von den anderen Heinersdörfern erhielt er später den Zusatz (Kr. Angermünde) und wurde nach der Eingemeindung nach Schwedt in Schwedt-Heinersdorf umbenannt. Seit 1994 hielt nur noch ein Zugpaar täglich in der mittlerweile zum Haltepunkt umgewandelten Station, am 27. Mai 1995 erfolgte die Schließung.
Hp Schwedt (Oder) West
Der Haltepunkt Schwedt West befand sich unmittelbar an der Einmündung des Anschlussgleises der PCK-Raffinerie in die Nebenbahn. Er wurde am 26. September 1976 eröffnet und am 20. November 1997 zu Gunsten des besser gelegenen Haltepunkts Schwedt (Oder) Mitte aufgegeben.
Hp Schwedt (Oder) Mitte
Der Haltepunkt Schwedt Mitte befindet sich etwa 900 Meter östlich des früheren Haltepunkts Schwedt West. Er wurde am 21. November 1997 als Ersatz für diesen eröffnet. Die neue Station ist mit einem Seitenbahnsteig ausgestattet und befindet sich in Nachbarschaft zum Zentralen Omnibusbahnhof mit direktem Anschluss an das Stadtbusnetz.
Bf Schwedt (Oder)
Der Endbahnhof Schwedt wurde zusammen mit der Strecke am 15. Dezember 1873 dem Verkehr übergeben. Er befindet sich nordöstlich des historischen Stadtkerns. Neben einem Seitenbahnsteig für den Personenverkehr verfügte der Bahnhof auch über Güterverkehrsanlagen. Östlich des Endbahnhofs verläuft ein Anschlussgleis zum Papierwerk LEIPA und weiter zum Hafen Schwedt.

## Geschichte

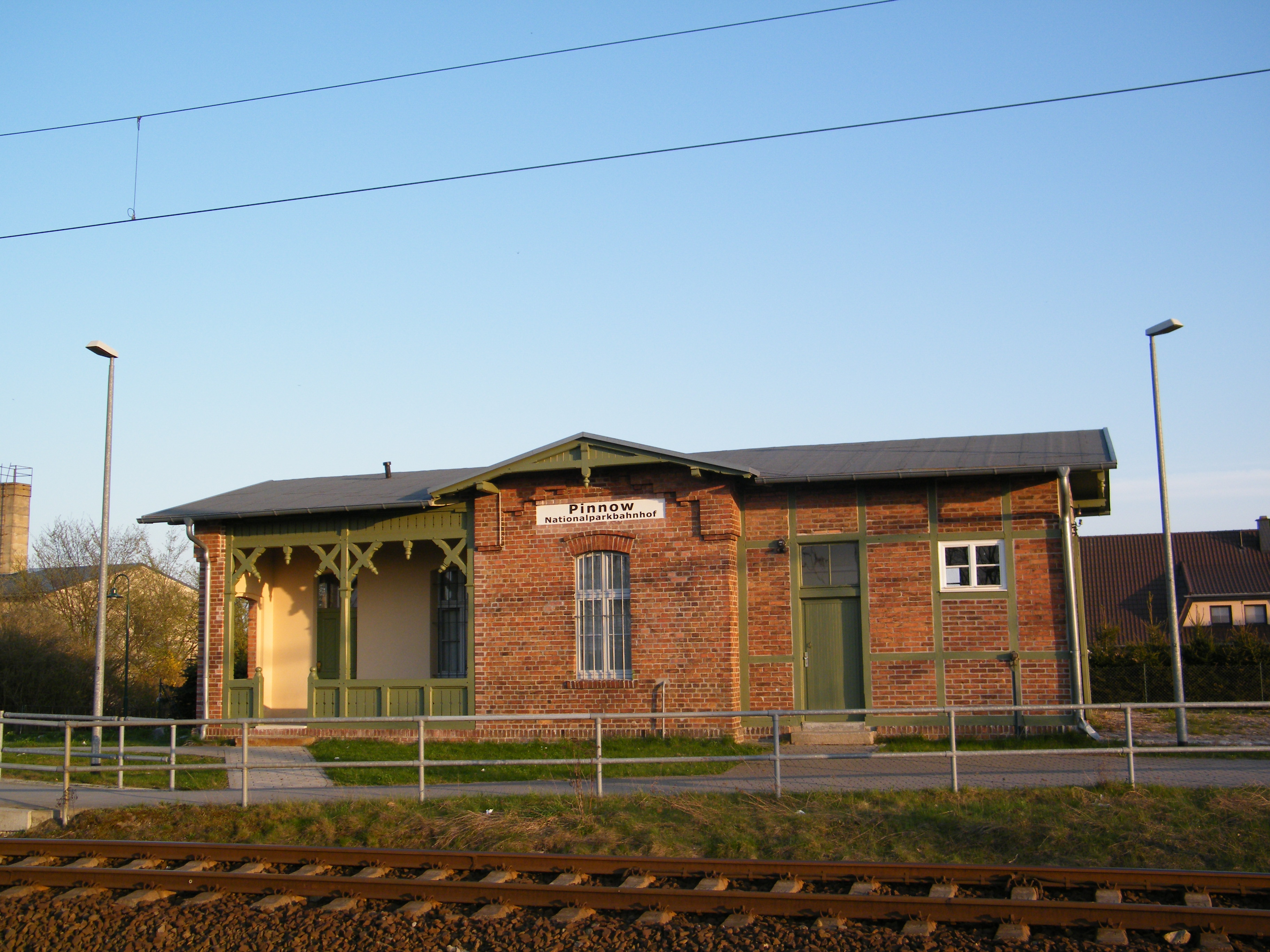
Bahnhof Pinnow

Für die Anbindung der Stettiner Bahn an den Oderhafen in Schwedt erhielt die neu gegründete Angermünde-Schwedter Eisenbahn-Gesellschaft (ASE) am 25. März 1872 die Konzession zum Bau der rund 25 Kilometer langen Strecke. Nach rund anderthalbjähriger Bauzeit erfolgte am 15. Dezember 1873 die Eröffnung der eingleisigen Nebenbahn, die zwischen den beiden Endbahnhöfen anfangs keine Zwischenstationen aufwies. Aus finanziellen Gründen übernahm die Berlin-Stettiner Eisenbahn-Gesellschaft (BStE) die Betriebsführung und stellte auch das Wagenmaterial. Sechs Jahre später wurde diese verstaatlicht und der Betrieb von den Preußischen Staatseisenbahnen übernommen.
Um das Jahr 1888 wurden entlang der Bahn mehrere Zwischenhalte in Betrieb genommen, so unter anderem in Pinnow und Niederlandin.
Während des Fahrplanjahres 1944/45 verkehrten auf der Strecke sieben Zugpaare täglich. Diese beschränkten sich auf die Stammstrecke und wurden über Angermünde hinaus nicht verlängert.
In den 1990er Jahren wurden mehrere Stationen wegen mangelnder Nachfrage eingestellt. Gleichzeitig wurde der Bahnhof Schwedt West geschlossen und durch den zentraler gelegenen Haltepunkt Schwedt Mitte ersetzt. Die Bahn wurde fortan von der Regional-Express-Linie RE 3 bedient. Da diese jedoch mit E-Loks der Baureihe 143 verkehrte, die Bahn selbst aber noch nicht elektrifiziert war, wurden am Bahnhof Angermünde Dieselloks der Baureihe 232, seltener auch die Baureihe 219 vor den Zug gespannt, die die Züge dann bis nach Schwedt zogen. Die zusätzlich nur zwischen Angermünde und Schwedt pendelnde Verstärker wurden dagegen mit Dieseltriebwagen der Baureihe 628/928 bedient.
Da diese Betriebsführung sehr aufwändig war, beschloss die brandenburgische Landesregierung Ende 2004 die Elektrifizierung und Ertüchtigung der Strecke für rund 7,4 Millionen Euro. Neben der Anbringung von Oberleitungen wurden alle wichtigen Bahnübergänge entlang der Bahn technisch gesichert und die Strecke für eine Höchstgeschwindigkeit von 80 km/h ausgelegt. Seit dem Fahrplanwechsel im Dezember 2005 wird die Strecke elektrisch befahren.
In den späteren 2000er Jahren wurde auf der Regional-Express-Linie RE 3 unter der Woche ein Verstärkerzug zwischen Angermünde und Schwedt eingeführt, um die gestiegenen Fahrgastzahlen auf diesem Streckenabschnitt besser bewältigen zu können und eine stündliche Bahnverbindung zwischen Berlin und Schwedt gewährleisten zu können.